# Флавопармелия козлиная
Флавопармелия козлиная (лат. Flavoparmelia caperata) — лишайник семейства Parmeliaceae, вид рода флавопармелия (Flavoparmelia). Самый чувствительный к загрязнению лишайник. 

## Синонимы[1]
- Flavoparmelia caperata f. sorediosa (Müll. Arg.) S.Y. Kondr., 1993
- Imbricaria caperata (L.) DC., 1805
- Lichen caperatus L., 1753basionym
- Lobaria caperata (L.) Hoffm., 1759
- Parmelia caperata (L.) Ach., 1803
- Parmelia caperata f. saxicola Müll. Arg., 1862
- Parmelia caperata f. sorediosa Müll. Arg., 1890
- Parmelia coriacea var. caperata (L.) Eschw., 1833
- Parmelia flavicans (Tuck.) Herre, 1906
- Parmelia herreana Zahlbr., 1929
- Parmelia perlata subsp. flavicans Tuck., 1882
- Parmelia perlata var. flavicans Tuck., 1866
- Parmotrema caperatum (L.) M. Choisy, 1952
- Platisma caperatum (L.) Hoffm., 1794
- Pseudoparmelia caperata (L.) Hale, 1974

## Описание
Слоевище листоватое, до 20 см в диаметре, неправильно розетковидное или неопределённой формы, в центре довольно плотно прикреплённое к субстрату, по периферии иногда со слегка приподнимающими краями, лопасти крупные, сближенные, иногда налегающие друг друга, с закруглёнными концами, до 15 мм ширины. Верхняя поверхность слоевища желтовато-зеленоватая, нижняя — в центре чёрная, по краям коричневая, блестящая.
Сорали располагаются на верхней поверхности слоевища, кратеровидные, развиваются в результате разрывов верхнего корового слоя.
Апотеции до 8—10 мм в диаметре, с красновато-коричневым, вогнутым диском и одного цвета со слоевищем, часто с соредиозным краем, встречаются редко. Сумки широкобулавовидные, с 8 спорами. Споры 15—25×8—14 мкм, с толстой, около 1 мкм толщины, оболочкой.
Фотобионт — зелёная водоросль из рода Trebouxia.

### Химический состав
Присутствуют вторичные метаболиты: усниновая, протоцентраровая и каператовая кислоты, каперин и каперидин.

## Распространение и экология
На коре деревьев, иногда на камнях.
Встречается в Европе, Азии, Африке, Северной, Центральной и Южной Америки, Австралии, Новой Зеландии.
В России распространён в лесной зоне по всей территории.

## Охранный статус
В России вид занесён в Красную книгу Брянской, Воронежской, Калужской областей, города Москвы, Московской области, Пермского края, Псковской области, Санкт-Петербурга, Свердловской, Тверской областей.